# Jan Nepomuk Jiřiště
Jan Nepomuk Jiřiště (6. února 1974 Turnov – 9. prosince 2013 Bělá pod Bezdězem) byl český katolický kněz, okrskový vikář mladoboleslavského vikariátu a farář v Bělé pod Bezdězem, děkan kapituly sv. Štěpána v Litoměřicích.

## Životopis

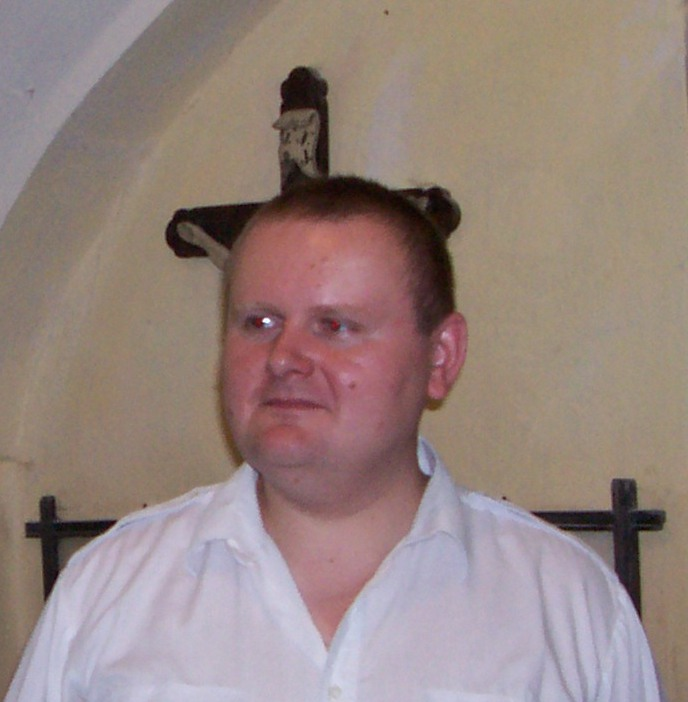
R.D. Jan Nepomuk Jiřiště 22. června 2006 při vikariátní konferenci

Narodil se v Turnově. V roce 1992 v Turnově vystudoval gymnázium, později v Praze vstoupil do Řádu křižovníků s červenou hvězdou. Od roku 1994 byl posluchačem Katolické teologické fakulty Univerzity Karlovy. Toto studium zakončil roku 1999 magisterskou promocí. Za dosažené výsledky ve studiu i za publikační činnost během studií mu byla rektorem univerzity udělena Cena Josefa Dobrovského pro nejlepší absolventy teologických oborů.
Na kněze byl vysvěcen 29. června 1999. Po svém vysvěcení krátce působil jako výpomocný duchovní ve farnostech Starého Města pražského. Z řádu křižovníků později odešel a byl inkardinován do Litoměřické diecéze.

V srpnu 1999 byl ustanoven farním vikářem ve Varnsdorfu. Od 1. srpna 2000 působil nejprve jako administrátor a od 1. dubna 2011 jako farář v Bělé pod Bezdězem. Zároveň excurrendo spravoval od 1. srpna 2000 farnosti Bezdědice, Bezděz, Dolní Krupá u Mnichova Hradiště a od 15. ledna 2001 navíc farnosti Bořejov, Kruh a Okna.

Byl rovněž od 16. března 2009 členem Umělecko-technické rady Biskupství litoměřického, od 1. dubna 2009 členem Kněžské rady, Sboru poradců a od 1. srpna 2009 okrskovým vikářem mladoboleslavského vikariátu. Dne 12. února 2011 byl instalován jako kanovník-děkan (dignita) Katedrální kapituly u sv. Štěpána v Litoměřicích. K jeho dignitě děkana mu, podle stanov litoměřické kapituly (Hlava II., čl. 1.), schválených dne 11. dubna 1995, náležel vlastním právem také titul prelát.
Zemřel náhle na srdeční selhání v Bělé pod Bezdězem 9. prosince 2013. Bylo mu 39 let. Pohřební mši svatou sloužil litoměřický biskup Jan Baxant v úterý 17. prosince 2013 v 10 hodin v kostele Povýšení svatého Kříže v Bělé pod Bezdězem. Poté byly jeho tělesné ostatky převezeny do Turnova, kde se ve 14 hodin konalo rozloučení při mši svaté v kostele Narození Panny Marie. Po obřadu bylo jeho tělo uloženo do rodinné hrobky na místním hřbitově.